# Solidago
Genre
Classification phylogénétique
Solidago est un genre de plantes à fleurs de la famille des Asteraceae communément appelées solidages, verges d'or, gerbes d'or.
Il existe près de 125 espèces de ce genre qui poussent principalement en Amérique du Nord. Certaines sont natives d'Europe et d'Asie, mais la plupart y ont été introduites depuis plusieurs décennies voire siècles (localement, elles peuvent d'ailleurs y devenir envahissantes).

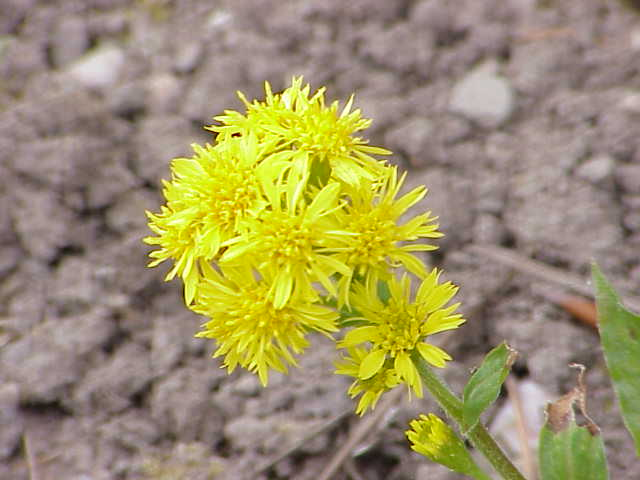
Solidago virgaurea minuta.

Ce genre se différencie essentiellement des asters parce que ses fleurs sont toujours jaunes.

## Étymologie
Linné, père de la terminologie binomiale latine, donne à la verge d'or le nom scientifique de Solidago, du latin solidare, « consolider, cicatriser », en raison de sa réputation à favoriser la guérison des plaies, la plante étant utilisée autrefois comme vulnéraire.

## Utilisation
Certaines de ces espèces (telles que Solidago virgaurea (en homéopathie : Solidago virga aurea), Solidago canadensis et Solidago gigantea) sont réputées avoir des vertus médicinales. Considérée dans la tradition européenne comme stimulante, sudorifique, tonique, carminative, apéritive et pectorale, on a utilisé la verge d'or pour les rhumes, les affections pulmonaires, les nausées et les douleurs causées par les « vents ».
Toutefois, c'est dans les affections rénales (infections telles que colibacillose, cystite ou néphrite, calculs rénaux, albuminurie, oligurie) qu'on l'a surtout employée. Il s'agirait d'ailleurs d'une des meilleures plantes pour fortifier le système rénal. Elle a également servi à soigner la diarrhée, les entérocolites et les entérites, notamment celles dont souffrent les tout-petits lorsqu'ils percent leurs dents. On la leur administrait sous forme de sirop.
Riche en flavonoïdes de type vitamine P, la verge d'or est également utile dans le traitement des varices. À ce titre, elle entre dans la composition de nombreuses spécialités pharmaceutiques notamment en Allemagne.
C'est également l'une des plantes mellifères les plus communes d'Amérique du Nord. Le goût de son miel se situe à mi-chemin entre celui du miel de trèfle et celui du miel de sarrasin. Comme c'est le cas pour tous les types de miel, il concentre une partie des principes actifs de la plante et peut donc jouer un rôle non négligeable dans l'organisme. Le pollen de cette plante est l'une des sources de protéine les plus importantes contribuant à la survie des abeilles durant l'hiver par sa floraison tardive. Sa teneur en protéine est fortement affectée par le taux de CO2 de l'air, elle a donc diminué d'un tiers depuis la révolution industrielle en conséquence de l'augmentation du taux de CO2 dans l'atmosphère. Le déclin des colonies d'abeilles semble être aggravé par ce facteur qui les rend plus sensibles à d'autres stress. Ce déclin menace les cultures alimentaires qui dépendent des abeilles pour leur pollinisation.

## Espèces
- Solidago albopilosa E.L. Braun : Whitehair Goldenrod
- Solidago altiplanities C.& J. Taylor : High Plains Goldenrod
- Solidago altissima
- Solidago arguta Ait. : Atlantic Goldenrod
  - Solidago arguta. var. arguta : Atlantic Goldenrod
  - Solidago arguta var. boottii (Hook.) Palmer & Steyermark : Boott's Goldenrod
  - Solidago arguta var. caroliniana Gray : Atlantic Goldenrod
  - Solidago arguta var. harrisii (Steele) Cronq. : Harris' Goldenrod
  - Solidago arguta var. neurolepis (Fern.) Steyermark : Atlantic Goldenrod
- Solidago auriculata Shuttlw. ex Blake : Eared Goldenrod
- Solidago bicolor L. : White Goldenrod
- Solidago brachyphylla Chapman : Dixie Goldenrod
- Solidago buckleyi Torr. & Gray : Buckley's Goldenrod
- Solidago caesia L. : Wreath Goldenrod
  - Solidago caesia var. caesia : Wreath Goldenrod
  - Solidago caesia var. curtisii (Torr. & Gray) Wood : Mountain Decumbent Goldenrod
- Solidago calcicola Fern. : Limestone Goldenrod
- Solidago californica Nutt. : California Goldenrod
- Solidago canadensis L. - Gerbe d'or, verge d'or ou Solidage du Canada
  - Solidago canadensis var. altissima (L.) O.Bolòs & Vigo - Solidage très élevé
  - Solidago canadensis var. lepida (DC.) Cronq. - Gerbe d'or ou Solidage du Canada
  - Solidago canadensis var. gilvocanescens Rydb. : Shorthair Goldenrod
  - Solidago canadensis var. hargeri Fern. : Harger's Goldenrod
  - Solidago canadensis var. salebrosa (Piper) M.E. Jones : Salebrosa Goldenrod
  - Solidago canadensis var. scabra Torr. & Gray : Canada Goldenrod
- Solidago cutleri Fern. : Cutler's alpine Goldenrod
- Solidago deamii Fern. : Deam's Goldenrod
- Solidago discoidea Ell. : Rayless Mock Goldenrod
- Solidago fistulosa Mill. : Pinebarren Goldenrod
- Solidago flaccidifolia Small : Mountain Goldenrod
- Solidago flexicaulis L. : Zigzag Goldenrod
- Solidago gattingeri Chapman : Gattinger's Goldenrod
- Solidago gigantea Aiton - Solidage géant ou Verge d'or géante
- Solidago glomerata Michx. : Clustered Goldenrod
- Solidago gracillima Torr. & Gray : Virginia Goldenrod
- Solidago graminifolia (L.) Salisb. - Solidage graminifoliée
- Solidago guiradonis Gray : Guirado Goldenrod
- Solidago hispida Muhl. ex Willd. : Hairy Goldenrod
  - Solidago hispida var. arnoglossa Fern. : Hairy Goldenrod
  - Solidago hispida var. hispida : Hairy Goldenrod
  - Solidago hispida var. lanata (Hook.) Fern. : Hairy Goldenrod
  - Solidago hispida var. tonsa Fern. : Hairy Goldenrod
- Solidago juliae Nesom : Julia's Goldenrod
- Solidago juncea Ait. : Early Goldenrod
- Solidago latissimifolia Mill. : Elliott's Goldenrod
- Solidago leavenworthii Torr. & Gray : Leavenworth's Goldenrod
- Solidago ludoviciana (Gray) Small : Louisiana Goldenrod
- Solidago macrophylla Pursh : Largeleaf Goldenrod
- Solidago missouriensis Nutt. : Missouri Goldenrod
  - Solidago missouriensis var. fasciculata Holz. : Missouri Goldenrod
  - Solidago missouriensis var. missouriensis : Missouri Goldenrod
  - Solidago missouriensis var. tenuissima (Woot. & Standl.) C.& J. Taylor : Missouri Goldenrod
  - Solidago missouriensis Nutt. var. tolmieana (Gray) Cronq. : Tolmies' Goldenrod
- Solidago mollis Bartl. : Velvety Goldenrod
  - Solidago mollis var. angustata Shinners : Velvety Goldenrod
  - Solidago mollis var. mollis : Velvety Goldenrod
- Solidago multiradiata Ait. : Rocky Mountain Goldenrod, Alpine Goldenrod
  - Solidago multiradiata var. arctica (DC.) Fern. : Arctic Goldenrod
  - Solidago multiradiata var. multiradiata : Rocky Mountain Goldenrod
  - Solidago multiradiata var. scopulorum Gray : Manyray Goldenrod

- Solidago nana (en) Nutt. : Baby Goldenrod

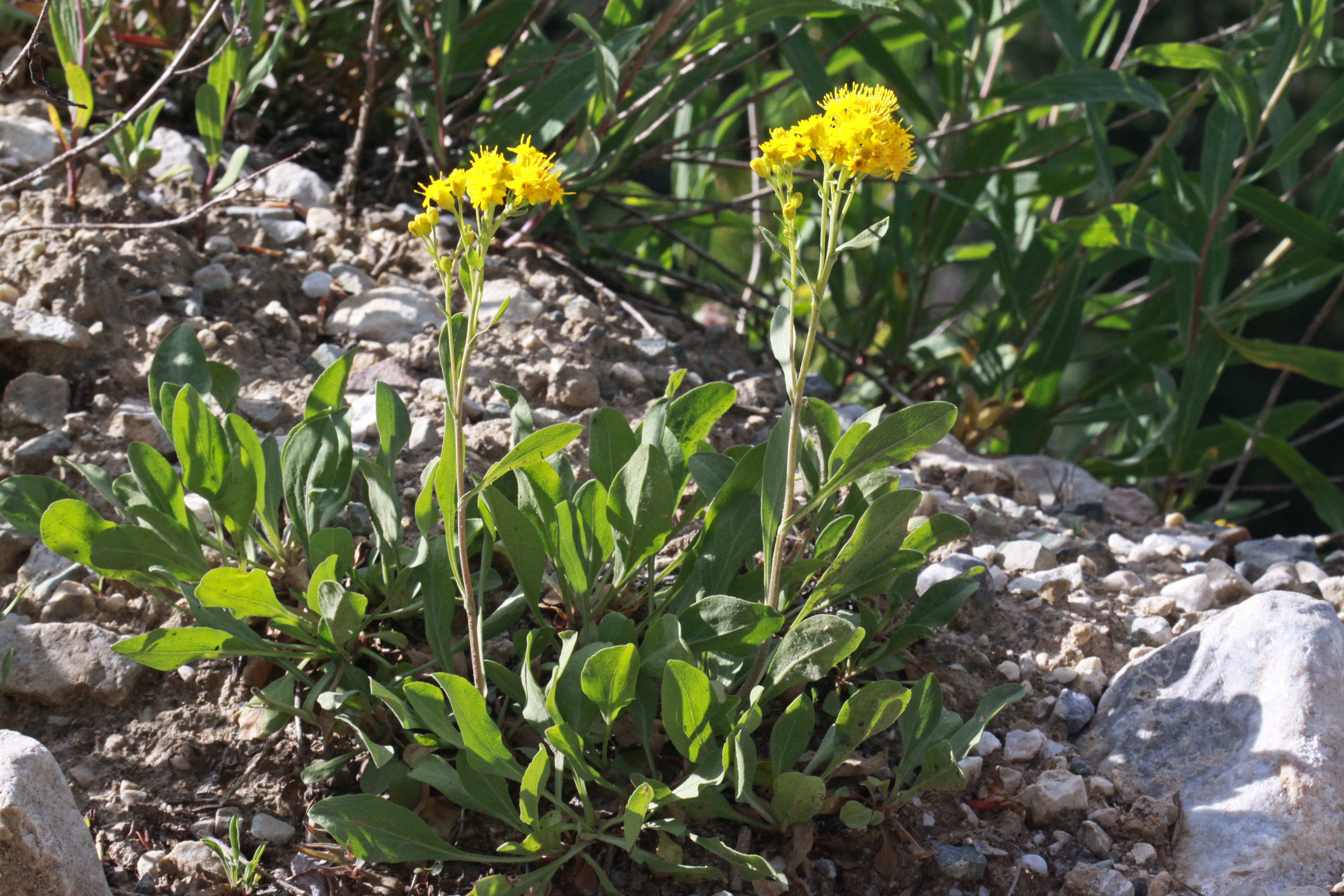
Solidago nana dans l'Utah.

- Solidago nemoralis Ait. : Gray Goldenrod, American Western Goldenrod
  - Solidago nemoralis var. longipetiolata (Mackenzie & Bush) Palmer & Steyermark : Gray Goldenrod
  - Solidago nemoralis var. nemoralis : Gray Goldenrod
- Solidago odora Ait. : Anise-scented Goldenrod, Sweet Goldenrod
  - Solidago odora var. chapmanii (Gray) Cronq. : Chapman's Goldenrod
  - Solidago odora var. odora : Anise-scented Goldenrod
- Solidago ouachitensis C.& J. Taylor : Ouachita Mountain Goldenrod
- Solidago patula Muhl. ex Willd. : Roundleaf Goldenrod
  - Solidago patula var. patula : Roundleaf Goldenrod
  - Solidago patula var. strictula Torr. & Gray : Roundleaf Goldenrod
- Solidago petiolaris Ait. : Downy Ragged Goldenrod
  - Solidago petiolaris var. angusta (Torr. & Gray) Gray : Downy Ragged Goldenrod
  - Solidago petiolaris var. petiolaris : Downy Ragged Goldenrod
- Solidago pinetorum Small : Small's Goldenrod
- Solidago plumosa Small : Plumed Goldenrod
- Solidago porteri Small : Porter's Goldenrod
- Solidago puberula Nutt. : Downy Goldenrod
  - Solidago puberula var. puberula : Downy Goldenrod
  - Solidago puberula var. pulverulenta (Nutt.) Chapman : Downy Goldenrod
- Solidago pulchra Small : Carolina Goldenrod
- Solidago radula Nutt. : Western Rough Goldenrod
  - Solidago radula var. laeta (Greene) Fern. : Western Rough Goldenrod
  - Solidago radula var. radula : Western Rough Goldenrod
  - Solidago radula var. stenolepis Fern. : Western Rough Goldenrod
- Solidago roanensis Porter : Roan Mountain Goldenrod
- Solidago rugosa Mill. - Solidage rugueuse
  - Solidago rugosa subsp. aspera (Ait.) Cronq. : Wrinkleleaf Goldenrod
  - Solidago rugosa subsp. rugosa : Wrinkleleaf Goldenrod
    - Solidago rugosa subsp. rugosa var. rugosa : Wrinkleleaf Goldenrod
    - Solidago rugosa subsp. rugosa var. sphagnophila Graves : Wrinkleleaf Goldenrod
    - Solidago rugosa subsp. rugosa var. villosa (Pursh) Fern. : Wrinkleleaf Goldenrod
- Solidago rupestris Raf. : Eock Goldenrod
- Solidago sciaphila Steele : Shadowy Goldenrod
- Solidago sempervirens L. - Solidage sempervirent
  - Solidago sempervirens var. mexicana (L.) Fern. : Seaside Goldenrod
  - Solidago sempervirens var. sempervirens : Seaside Goldenrod
- Solidago simplex Kunth : Mt. Albert Goldenrod
- Solidago simplex subsp. randii (Porter) Ringius : Rand's Goldenrod
  - Solidago simplex subsp. randii var. gillmanii (Gray) Ringius : Rand's Goldenrod
    - Solidago simplex subsp. randii var. monticola (Porter) Ringius : Rand's Goldenrod
    - Solidago simplex subsp. randii var. ontarioensis (Ringius) Ringius : Ontario Goldenrod
    - Solidago simplex subsp. randii var. racemosa (Greene) Ringius : Rand's Goldenrod
    - Solidago simplex subsp. randii var. randii (Porter) Kartesz & Gandhi : Rand's Goldenrod

  - Solidago simplex subsp. simplex : Mt. Albert Goldenrod
    - Solidago simplex subsp. simplex var. nana (Gray) Ringius : Dwarf Goldenrod
    - Solidago simplex subsp. simplex var. simplex : Mt. Albert Goldenrod
    - Solidago simplex subsp. simplex var. spathulata (DC.) Cronq. : Mt. Albert Goldenrod
- Solidago simulans Fern. : Fall Goldenrod
- Solidago shortii Torr. & Gray - Solidage de Short
- Solidago speciosa Nutt. : Showy Goldenrod
  - Solidago speciosa var. erecta (Pursh) MacM. : Showy Goldenrod
  - Solidago speciosa var. jejunifolia (Steele) Cronq. : Showy Goldenrod
  - Solidago speciosa var. pallida Porter :Showy Goldenrod
  - Solidago speciosa var. rigidiuscula Torr. & Gray : Showy Goldenrod
  - Solidago speciosa var. speciosa : Showy Goldenrod
- Solidago spectabilis (D.C. Eat.) Gray : Nevada Goldenrod
  - Solidago spectabilis var. confinis (Gray) Cronq. : Nevada Goldenrod
  -  Solidago spectabilis var. spectabilis : Nevada Goldenrod
- Solidago sphacelata Raf. : Autumn Goldenrod
- Solidago spithamaea M.A. Curtis : Blue Ridge Goldenrod
- Solidago squarrosa Nutt. : Stout Goldenrod, Big Goldenrod
- Solidago stricta Ait. : Wand Goldenrod
- Solidago tortifolia Ell. : Twistleaf Goldenrod
- Solidago uliginosa Nutt. : Bog Goldenrod
  - Solidago uliginosa var. levipes (Fern.) Fern. : Bog Goldenrod
  - Solidago uliginosa var. linoides (Torr. & Gray) Fern. : Bog Goldenrod
  - Solidago uliginosa var. terrae-novae (Torr. & Gray) Fern. : Bog Goldenrod
  - Solidago uliginosa. var. uliginosa : Bog Goldenrod
- Solidago ulmifolia Muhl. ex Willd. : Elmleaf Goldenrod
  - Solidago ulmifolia var. microphylla Gray : Elmleaf Goldenrod
  - Solidago ulmifolia var. palmeri Cronq. : Palmer's Goldenrod
  - Solidago ulmifolia var. ulmifolia : Elmleaf Goldenrod
- Solidago velutina DC. : Threenerve Goldenrod
- Solidago verna M.A. Curtis : Springflowering Goldenrod
- Solidago virgaurea L. - Solidage ou Verge d'or
  - Solidago virgaurea var. alpestris (Waldst. & Kit.) Gremli - Petit Solidage, Petite Verge-d'or, Solidage alpestre
  - Solidago virgaurea var. macrorhiza (Lange) Nyman - Solidage à racines longues, Verge-d'or à grosse racine, Verge-d'or à racines longues
  - Solidago virgaurea var. nudiflora (Viv.) Nyman - Solidage à fleurs nues, Verge d'or à fleurs nues
  - Solidago virgaurea var. rupicola (Rouy) Lambinon - Solidage des rochers, Verge d'or des rochers
- Solidago wrightii Gray : Wright's Goldenrod
  - Solidago wrightii var. adenophora Blake : Wright's Goldenrod
  - Solidago wrightii var. wrightii : Wright's Goldenrod

## Hybrides naturels
- Solidago ×asperula Desf. (S. rugosa × S. sempervirens)
- Solidago ×beaudryi Boivin (S. rugosa × S. uliginosa)
- Solidago ×erskinei Boivin (S. canadensis × S. sempervirens)
- Solidago ×ovata Friesner (S. sphacelata × S. ulmifolia)
- Solidago ×ulmicaesia Friesner (S. caesia × S. ulmifolia)

## Galerie photos

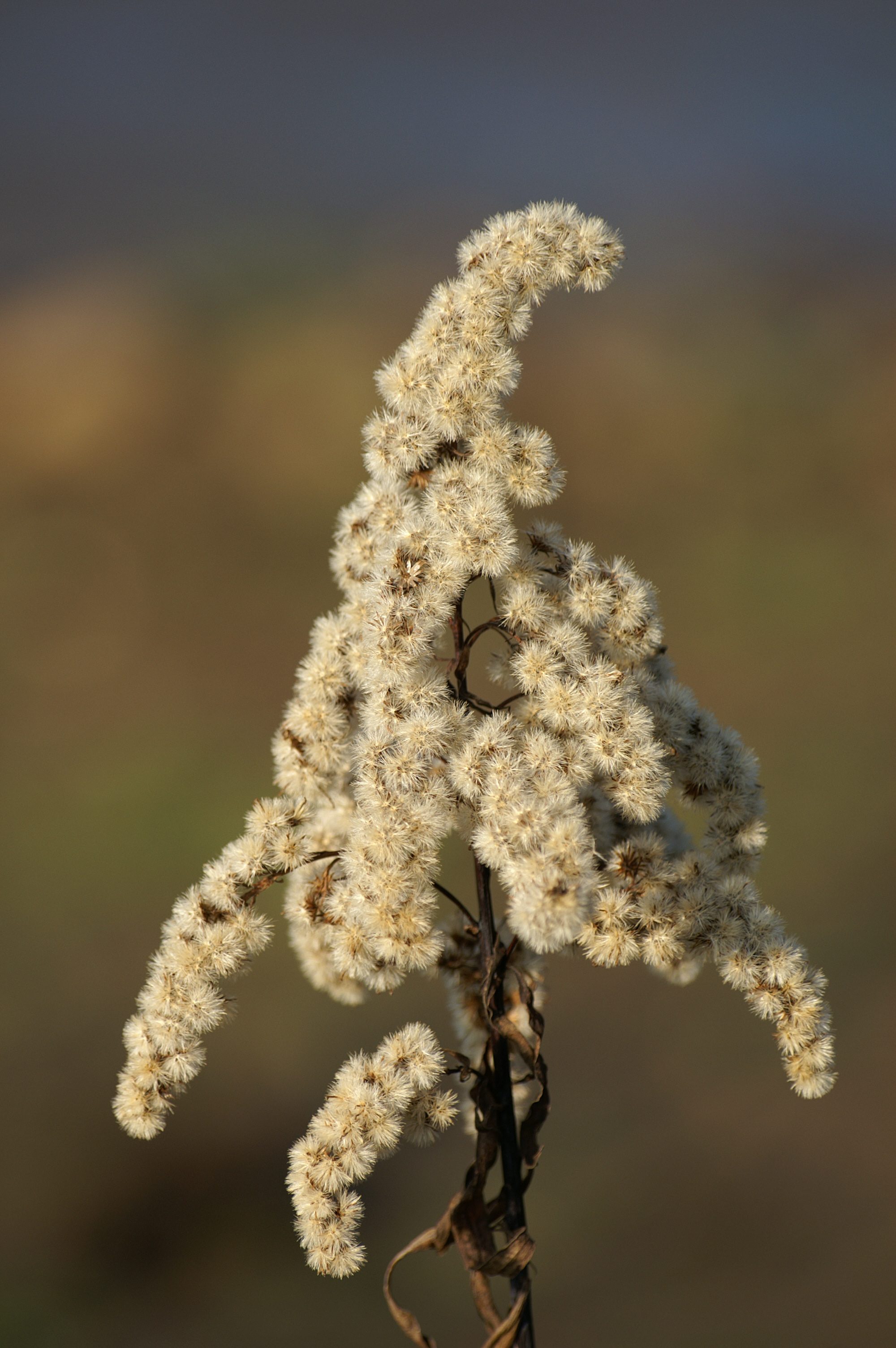
Solidago spec.
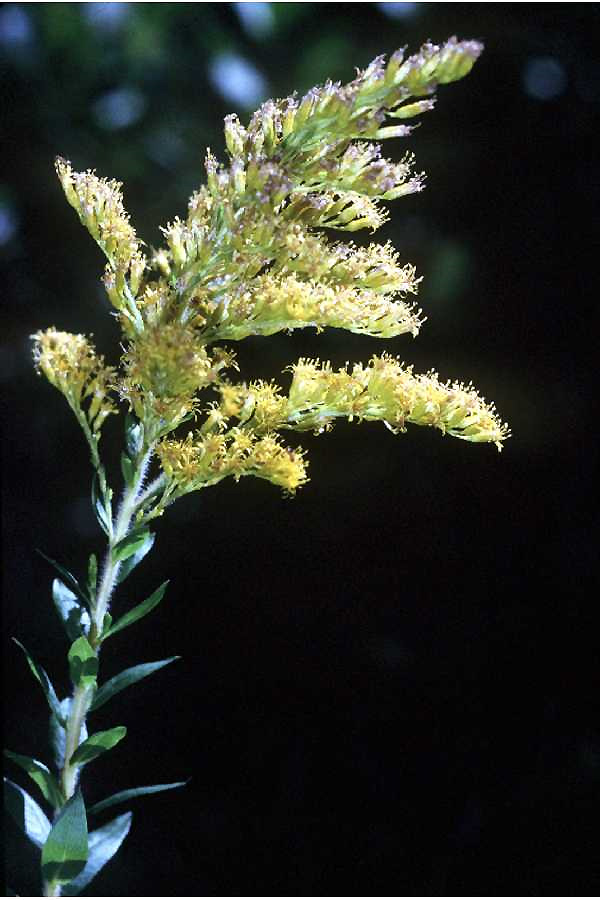
Solidago fistulosa
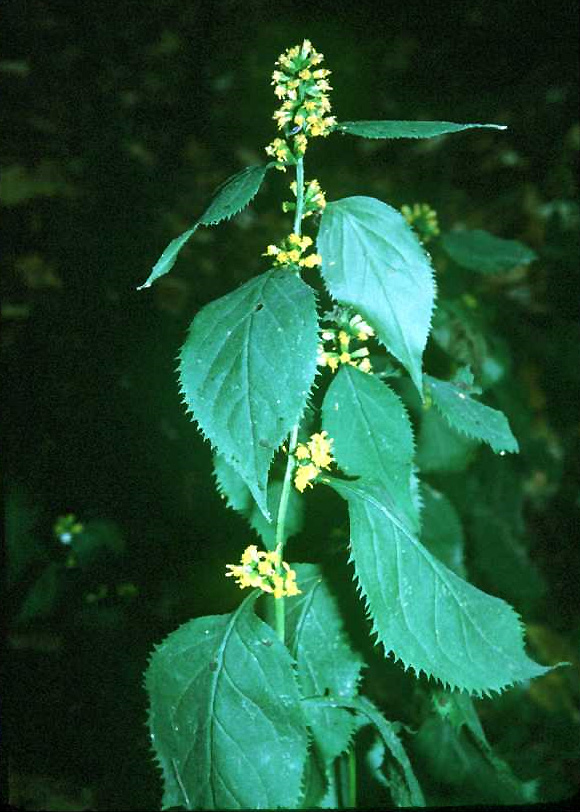
Solidago flexicaulis
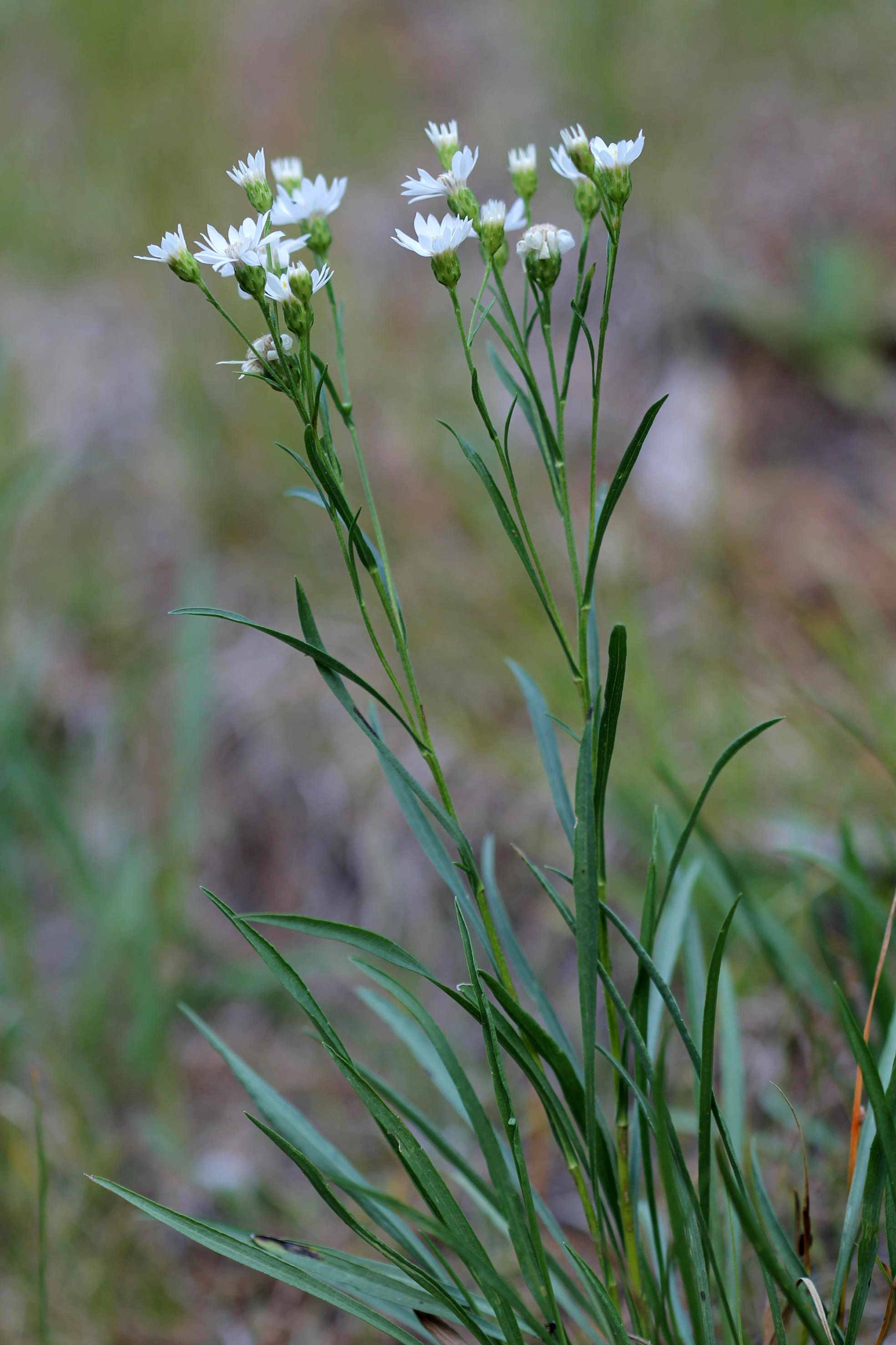
Solidago ptarmicoides

## Calendrier républicain
La verge d'or voit son nom attribué au 27e jour du mois de fructidor du calendrier républicain ou révolutionnaire français, généralement chaque 13 septembre du calendrier grégorien.